# Ísleifur Gissurarson
Ísleifur Gissurarson (* 1006; † 5. Juli 1080) war ein isländischer Geistlicher und der erste Bischof von Island und Grönland.

## Leben
Ísleifur Gissurarson, der Sohn von Þórdís Þóroddsdóttir und Gissur Teitsson aus dem Mosfellingar-Clan erhielt seine kirchliche Ausbildung im ostwestfälischen Herford und wurde 1056 vom Bremer Erzbischof Adalbert zum ersten Bischof von Island und Grönland geweiht. Er ließ sich auf dem südisländischen Gut Skálholt nieder, wo seine Familie Grund besaß, und gründete dort auch die erste isländische Schule. Gleichzeitig übernahm er auch das Godentum von seinem Vater. Seine Ehefrau war Dalla Þorvaldsdóttir. Mit dieser hatte er drei Söhne, Þorvaldur, Teitur und Gissur, welcher nach dem Tod seines Vaters das Bischofsamt übernahm. Einer seiner Schüler war Jón Ögmundarson, der später als Bischof von Hólar wirkte. Als Ísleifur am 5. Juli 1080 in Skálholt starb, hatte er dort 24 Jahre lang den Bischofsstuhl innegehabt. Sein Sohn Gissur Ísleifsson folgte ihm im Amte nach.